# اگنس مکفیل
اگنس مکفیل (انگلیسی: Agnes Macphail؛ ۲۴ مارس ۱۸۹۰ – ۱۳ فوریهٔ ۱۹۵۴) یک سیاست‌مدار اهل کانادا بود که از سال ۱۹۲۱ تا ۱۹۴۰ در مجلس عوام کانادا خدمت کرد. او اولین زنی بود که به پارلمان راه یافت. از سال ۱۹۴۳ تا ۱۹۴۵ و مجدداً از سال ۱۹۴۸ تا ۱۹۵۱ عضو مجلس قانونگذاری انتاریو بود و از بخش یورک ایست در تورنتو نمایندگی می‌کرد. مک فیل در طول زندگی خود در سیاست‌های پیشرو کانادایی فعالیت می‌کرد و برای دو حزب مختلف کار می‌کرد. او ایده‌های خود را از طریق مقاله‌نویسی، سازماندهی فعالان و قانونگذاری تبلیغ می‌کرد.

## پیشینه

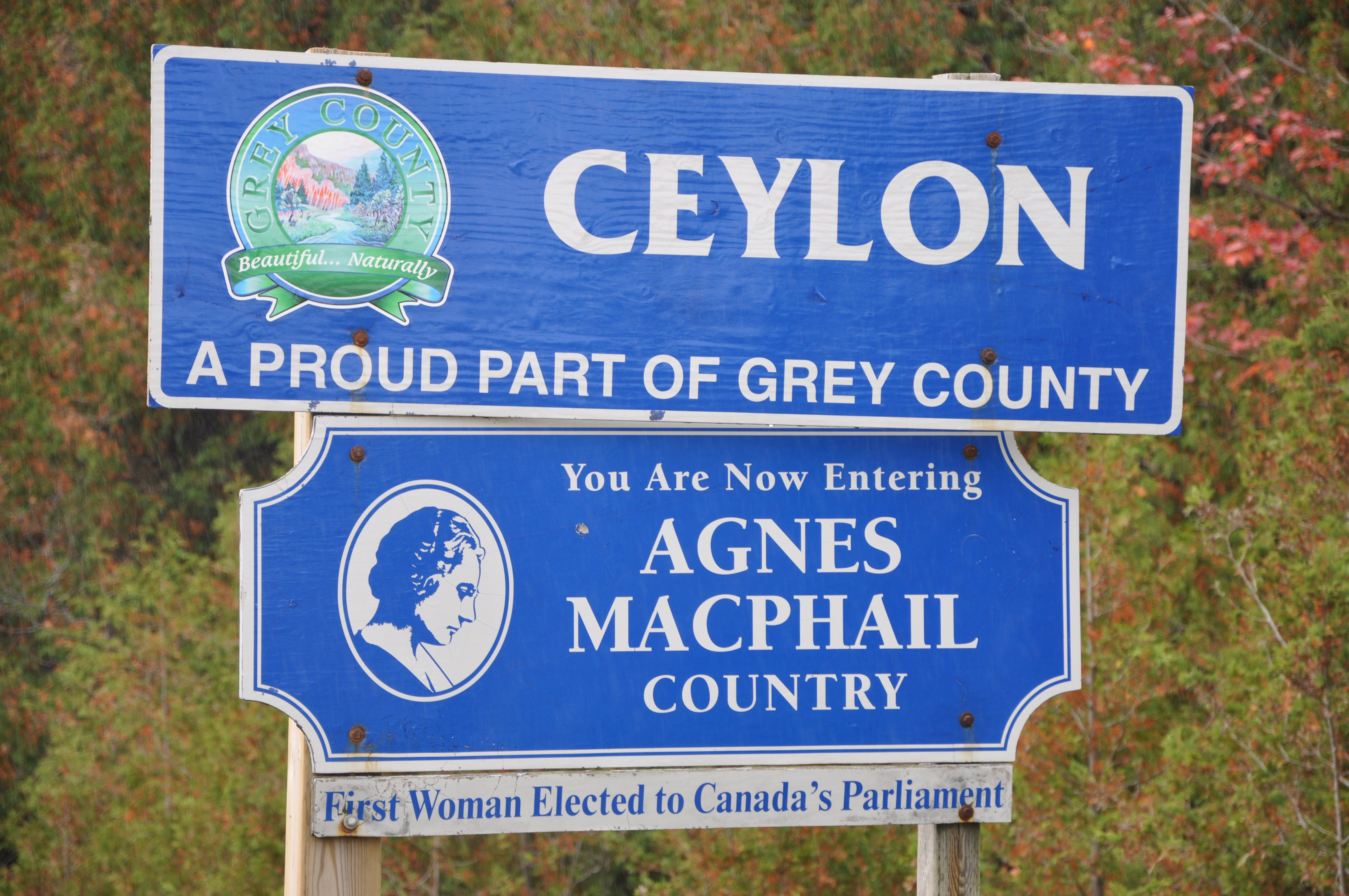
علامت بخش اگنس مکفیل در ورودی شرقی به سیلان در آنتریو

آگنس مکفیل در ۲۴ مارس ۱۸۹۰ به دنیا آمد. نام پدرش داگلند مکفیل و مادرش هنریتا کمبل بود. او برای یک سال در دانشگاه اویون سواند و مؤسسه حرفه‌ای (Owen Sound Collegiate and Vocational Institute) تحصیل کرد. اگرچه در آن دانشگاه موفق بود ولی به مدرسه «عادی استراتفورد» منتقل شد تا بتواند در خانه یکی از اقوام خود بماند. او در سال ۱۹۱۰ با گواهینامه معلم کلاس دوم فارغ‌التحصیل شد. آگنس در چندین مدرسه روستایی در مناطقی مانند پورت الگین، هانیوود و نیومارکت تحصیل کرد.
مکفیل در حالی که در شارون کار می‌کرد، به‌طور سیاسی فعال شد و به سازمان کشاورزان متحد انتاریو (UFO) و بخش زنان آن، «زنان کشاورز متحد انتاریو» پیوست. او همچنین برای روزنامه فارمرز سان (آفتاب کشاورزان) مقاله‌نویسی می‌کرد.

## فعالیت سیاسی فدرالی
پس از اصلاح قانون انتخابات توسط دولت حزب محافظه کار در سال ۱۹۱۹، مکفیل به عنوان عضو حزب پیشرو کانادا در انتخابات فدرال ۱۹۲۱ در مجلس عوام انتخاب شد. او اولین عضو زن پارلمان در کانادا بود. مکفیل در انتخابات فدرال ۱۹۲۵، ۱۹۲۶ و ۱۹۳۰ مجدداً انتخاب شد. اهدافی که مکفیل دنبال می‌کرد از جمله حقوق بازنشستگان و حقوق کارگران بود. او همچنین اولین فرستاده زن کانادایی در لیگ ملل در ژنو بود. او در کمیته خلع سلاح جهانی در آنجا فعالیت می‌کرد. اگرچه یک صلح طلب بود، او برای ورود کانادا به جنگ جهانی دوم رأی داد.
اگنس در انتخابات ۱۹۴۰ شکست خورد. این آخرین کمپین فدرال او به عنوان کاندید انتخاباتی بود.

## روزنامه‌نگاری
مکفیل پس از اینکه از مقام رسمی کنار کشید، مقاله‌های کشاورزی برای روزنامه «گلوب اند میل» در تورنتو نوشت. پس از یک فاجعه خانوادگی در شهر خود، مکفیل به حومه تورنتو ایست یورک در انتاریو بازگشت و در آنجا دوباره به سازمان CCF در سال ۱۹۴۲ پیوست و در سازمان دادن کشاورزان نقش ایفا کرد.